# Tuapsze
Tuapsze (orosz: Туапсе́) város Oroszország Krasznodari határterületén, a Fekete-tenger északkeleti partján, délre Gelendzsidktől és északra Szocsitól. Népessége a 2010-es orosz népszámláláskor 63 292 fő volt.
Tuapsze egy tengeri kikötőváros és a településtől Szocsiig húzódó üdülőövezet északi központja.

## Története

### Kezdetek

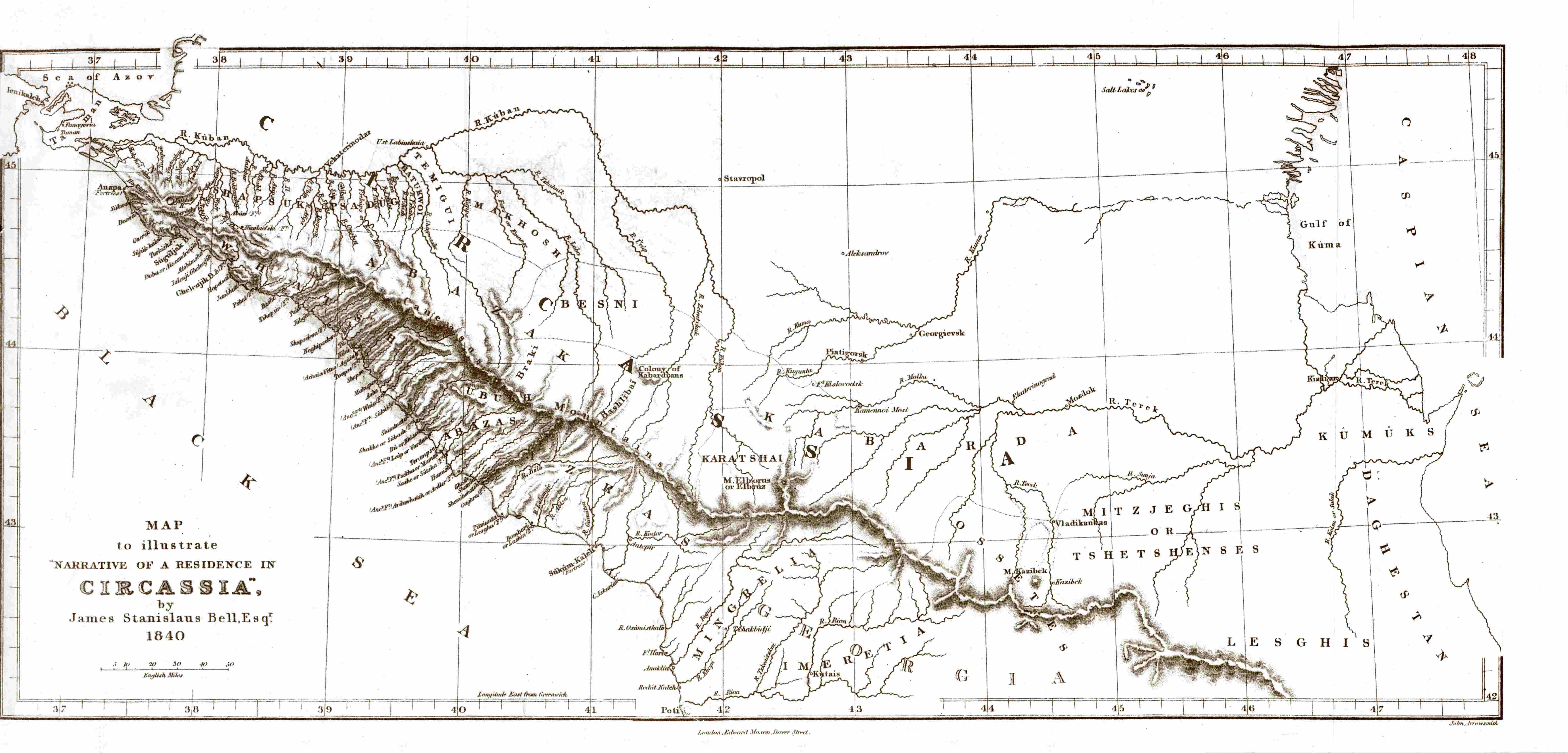
Cserkesszia térképe 1840-ben

Tuapsze a Sapszugi törzs egyik nagy központja volt, más cserkessziai területek mellett. A város eredeti neve Adyghe (szó szerinti jelentése "két víz"), mióta Tuapsze a történelmi Cserkesszia része volt, és I. Sándor cár uralkodása alatt Oroszországhoz került.

### Modern történelem
A modern település 1838-ra nyúlik vissza, amikor a területen létrehozták a Veljaminovszkij orosz erődöt, miután a terület 1829-ben a drinápolyi békével Oroszországhoz került. A krími háború idején az oszmánok elfoglalták az erődöt, és két évig (1857-1859) az ellenőrzésük alatt 1864-ben itt alakult meg Veljaminovszkoje (Вельяминовское) falu, amelyből később Tuapsze lett. Tuapsze 1896-ban kapta meg a városi rangot.
A szovjetek Tuapszét egy olajfinomító és olajlerakat központnak építették ki. A Groznij, Majkop és Tuapsze között 1928-ban már működött egy olajvezeték, amelyet Vlagyimir Grigorjevics Suhov tervezett. Ugyanebben az időszakból építettek egy olajfinomítót. Legkésőbb 1941-ben Tuapsze státuszát határterület alárendeltségű várossá változtatták.
A második világháború alatt a német hadsereg megpróbálta elfoglalni a várost a kaukázusi csata során, ami jelentős károkat okozott Tuapszében. A németek elfoglalták a kikötőt, és a felette lévő hegyeket. A kikötő a katyńi vérengzéssel kapcsolatos mészárlásoknak volt a helye.

## Közigazgatási és önkormányzati besorolás
Oroszország közigazgatási beosztásának keretein belül Tuapsze a Tuapszei járás közigazgatási központjaként szolgál, bár nem része a járásnak. Mint közigazgatási egység, Tuapsze városa a járásokéval azonos jogállású közigazgatási egység. A település, mint önkormányzati egység a Tuapszinszkij rajon része, mint Tuapszinszkoje városi terület.

## Éghajlat
Tuapsze éghajlata nedves szubtrópusi éghajlat. A városban a nyár meleg, a tél hűvös és az év minden részében gyakori a csapadék.
| Hónap                         | Jan.  | Feb.  | Már. | Ápr. | Máj. | Jún. | Júl. | Aug. | Szep. | Okt. | Nov. | Dec.  | Év    |
| ----------------------------- | ----- | ----- | ---- | ---- | ---- | ---- | ---- | ---- | ----- | ---- | ---- | ----- | ----- |
| Rekord max. hőmérséklet (°C)  | 22,2  | 24,0  | 26,5 | 30,0 | 35,4 | 35,1 | 41,1 | 40,0 | 35,4  | 31,2 | 26,1 | 23,7  | 41,1  |
| Átlagos max. hőmérséklet (°C) | 8,2   | 8,8   | 11,4 | 15,9 | 20,5 | 24,6 | 27,8 | 28,5 | 24,7  | 19,7 | 14,4 | 10,3  | 18,0  |
| Átlaghőmérséklet (°C)         | 5,0   | 5,4   | 7,7  | 12,0 | 16,4 | 20,4 | 23,5 | 23,8 | 19,7  | 14,8 | 10,5 | 7,1   | 13,9  |
| Átlagos min. hőmérséklet (°C) | 2,1   | 2,4   | 4,5  | 8,5  | 12,6 | 16,4 | 19,3 | 19,4 | 15,5  | 10,8 | 7,1  | 4,1   | 10,3  |
| Rekord min. hőmérséklet (°C)  | −19,0 | −15,0 | −8,0 | −4,2 | 2,3  | 4,8  | 5,0  | 9,0  | 3,0   | −3,9 | −9,1 | −10,5 | −19,0 |
| Átl. csapadékmennyiség (mm)   | 143   | 107   | 94   | 94   | 95   | 81   | 77   | 89   | 115   | 107  | 155  | 176   | 1333  |
| Havi napsütéses órák száma    | 95    | 109   | 140  | 182  | 254  | 300  | 333  | 313  | 250   | 205  | 123  | 96    | 2400  |
| Forrás: climatebase.ru        |       |       |      |      |      |      |      |      |       |      |      |       |       |

## Közlekedés

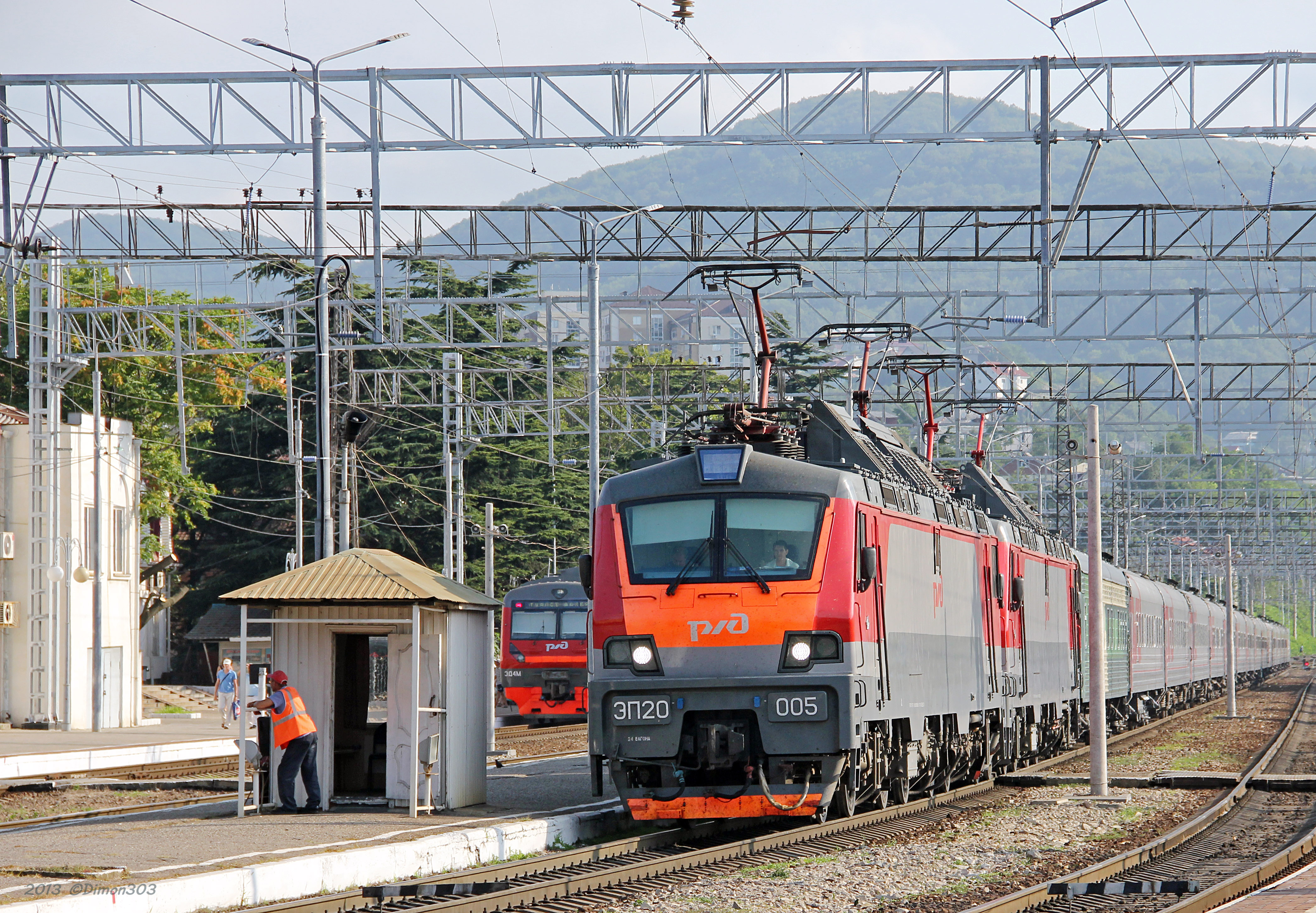
A Moszkva-Szocsi gyorsvonat éppen elhagyja a tuapszei vasútállomás 1. peronját

Tuapsze Oroszország fekete-tengeri partvidékének egyik legfontosabb közlekedési csomópontja. A város a jelentőségét Oroszország spa központjának, Szocsinak köszönheti, illetve fontos település ahonnan különböző termékeket exportálnak (pl: kőolaj, műtrágya, szén stb.)
Tuapszéban van egy vasútállomás.

## Testvérvárosok
Tuapsze testvérvárosai a következők:
- Agen, Franciaország[6]

## Fordítás
Ez a szócikk részben vagy egészben  a   Tuapse című angol Wikipédia-szócikk ezen változatának fordításán alapul.  Az eredeti cikk szerkesztőit annak laptörténete sorolja fel. Ez a jelzés csupán a megfogalmazás eredetét és a szerzői jogokat jelzi, nem szolgál a cikkben szereplő információk forrásmegjelöléseként.